# Brdo (Nova Varoš)
Brdo (Servisch cyrillisch Брдо) is een plaats in de Servische gemeente Nova Varoš. De plaats telt 333 inwoners (2002).